# Fritz Fromm
Fritz Fromm (Hannover, 12 de abril de 1913 - 13 de outubro de 2001) foi um handebolista de campo alemão, campeão olímpico.
Fez parte do elenco campeão olímpico de handebol de campo nas Olimpíadas de Berlim de 1936.